# La banalitat del mal
El concepte de banalitat del mal va ser formulat per Hannah Arendt en el seu llibre Eichmann a Jerusalem: Un informe sobre la banalitat del mal de 1963. La tesi que Arendt pretén mostrar a través d'aquesta expressió és que l'autor d'un crim monstruós, com és el que va cometre Adolf Eichmann, pot no ser ni un boig fanàtic, ni un monstre; sinó un individu comú i corrent que simplement acata ordres sense realitzar cap mena de reflexió crítica envers aquestes.

## Context històric
L'onze de Maig de 1960, a Buenos Aires, Eichmann fou segrestat i transportat fins a Jerusalem pel Mossad. Allà fou jutjat per un tribunal jueu a causa de la seva intervenció en «la solució final del poble jueu» i, posteriorment, el quinze de Desembre de 1961, condemnat a la forca per crims contra la humanitat i contra el poble jueu.
Aquest judici va estar envoltat d'una gran polèmica i de moltes controvèrsies, ja que el que es va posar en joc va ser molt més que el judici sobre l'actuació criminal d'un home. Gairebé tots els diaris del món van enviar periodistes per cobrir les sessions, que van ser realitzades de forma pública pel govern israelià. Un d'aquests diaris va ser The New Yorker que va enviar a Hannah Arendt com a corresponsal per a cobrir l'esdeveniment.

## El llibre:Eichmann a Jerusalem: Un informe sobre la banalitat del mal
Un any després de la mort d'Adolf Eichmann, Arendt va publicar un llibre amb la intenció d'anar més enllà del simple fet de relatar successos que van transcórrer durant el judici. En ell l'autora pretén mostrar una visió molt més ampliada del judici per a poder comprendre totes les tensions que estaven en joc en el transcurs d'aquell procediment. Així doncs, recorrent la vida de l'acusat, se'ns mostra com es va anar formant l'entramat burocràtic que va propiciar l'holocaust; s'il·lumina el paper equívoc que van exercir els consells jueus en el desenvolupament de la solució final; així com necessària la funció de la justícia –aspecte que porta a Arendt a plantejar la necessitat d'instituir un tribunal internacional capaç de jutjar crims contra la humanitat–. A més, es realitza un diagnòstic de la personalitat de l'acusat, a través de l'anàlisi del seu context social i polític, incidint en el rigor irreprotxable que va mostrar l'hora d'organitzar la deportació i l'extermini de les comunitats jueves; on es conclou que Eichmann no va mostrar mai cap rastre d'antisemitisme radical, com tampoc de cap patologia psicològica.

## El concepte: la banalitat del mal
Hannah Arendt formulà aquesta expressió per a donar constància d'una nova forma de conducta criminal que va fer-se evident durant el transcurs del judici: 
Quan parlo de banalitat del mal ho faig només a un nivell objectiu, i em limito a assenyalar un fenomen que, en el curs del judici, es va fer evident. Eichmann […] no va poder estar més lluny de «ser un malvat» […] Eichmann, senzillament, no va saber mai el que es feia. 
Així l'autora pretenia mostrar com a través de la nul·la capacitat d'imaginació de l'acusat, combinada amb una «pura i simple irreflexió» van predisposar-lo a convertir-se en el major criminal del seu temps. Cal tenir present que Arendt no defensa la innocència de l'acusat, ni té cap intenció de justificar els seus actes, sinó que únicament pretén mostrar les circumstàncies en què l'acusat va desenvolupar els seus actes per arribar a comprendre'ls.

L'autora també matisa que quan usa el terme de «banalitat» no es refereix a la conducta de Eichmann, sinó a la condició en què se'ns presenta el mal:
això mereix que es qualifiqui com a «banalitat», […] també és veritat que tampoc no podem dir que sigui quelcom normal o comú. No és de cap manera comú en un home, a l'instant d'enfrontar-se amb la mort, i, a més, al patíbul, que tan sols sigui capaç de pensar en les frases sentides als enterraments i funerals on havia assistit al llarg de la seva vida, i que aquestes «paraules alades» poguessin tapar totalment la perspectiva de la pròpia mort.
Son, aquest distanciament envers la realitat, juntament amb l'incapacitat de poder entendre el que estava succeint, a causa de la més absoluta falta de reflexió, les condicions que propicien que es doni el pitjor mal possible: un mal que es normalitza en la vida quotidiana; un mal administrat a través d'una administració burocràtica, la qual deshumanitza les seves parts (humanes) per estendre's de forma ordinària. Aquesta és, en essència, la forma en què es desenvolupa la banalitat del mal.

## La pel·lícula:Hannah Arendt
En la pel·lícula Hannah Arendt de Margarethe von Trotta es narra aquest episodi de la vida de Hannah Arendt en el qual es va oferir voluntàriament per escriure sobre el judici d'Eichmann per a The New Yorker. Això donarà lloc a la publicació de diversos reportatges que motivaran moltes crítiques, on, per exemple, l'acusen, per exemple de defensar a Eichmann, encara que, si s'analitzen aquestes crítiques, es discernirà que provenen de persones que no han llegit la seva obra. El llibre Eichmann a Jerusalem és un treball de compilació i complementació d'aquests reportatges.